# Манилова, Алла Юрьевна
А́лла Ю́рьевна Мани́лова (девичья фамилия — Сучилкина, род. 16 июля 1957, Ленинград) — российская журналистка, вице-губернатор Санкт-Петербурга (2008—2011), заместитель министра культуры Российской Федерации (2012—2023), директор Государственного Русского музея с 25 апреля 2023 года.

## Биография
В 1979 году с отличием окончила факультет журналистики Ленинградского государственного университета имени А. А. Жданова.
В 1980—1988 годах — корреспондент, заведующая отделом и заместитель редактора еженедельника «Светлана».
В 1988—1990 годах — специальный корреспондент, член редколлегии газеты «Ленинградская правда».
В 1990—1994 годах — заместитель, первый заместитель главного редактора газеты «Невское время». В 1994 году избрана главным редактором газеты и занимала эту должность до 2003 года.
С 21 октября 2003 года — председатель Комитета по печати и взаимодействию со средствами массовой информации, член Правительства Санкт-Петербурга.
4 июня 2008 года была назначена вице-губернатором Санкт-Петербурга, курировала сферы культуры, образования, науки, средств массовой информации, молодёжной политики и взаимодействия с общественными организациями.
Избиралась президентом Лиги журналистов Санкт-Петербурга, Ассоциации СМИ Северо-Запада, членом Правления Союза журналистов.
Неоднократно являлась председателем профессионального жюри конкурса журналистского мастерства Северо-Запада «СеЗаМ» и председателем государственной аттестационной комиссии факультета журналистики Санкт-Петербургского государственного университета.
В 2005—2011 годах — вице-президент Российского книжного союза, председатель совета директоров газеты «Санкт-Петербургские ведомости», ОАО «Санкт-Петербургский Дом книги», ОАО «Информационно-издательский центр Правительства Санкт-Петербурга „Петроцентр“», ОАО «Городское агентство по телевидению и радиовещанию», член совета директоров ОАО «Телерадиокомпания „Петербург — Пятый канал“».
Была председателем Издательского совета Санкт-Петербурга, председателем Топонимической комиссии Санкт-Петербурга, президентом Федерации танцевального спорта Санкт-Петербурга.
После ухода Валентины Матвиенко с поста губернатора Алла Манилова в сентябре 2011 года уволилась по собственному желанию.
В июле 2012 года назначена на должность заместителя министра культуры Российской Федерации, с 26 июня 2018 по 24 апреля 2023 года статс-секретарь министра культуры РФ.
25 апреля 2023 года была назначена директором Русского музея.
Вскоре после назначения Аллы Маниловой директором музея произошёл скандал с открытием юбилейной выставки-ретроспективы «Клин Новикова». Планировавшаяся в течение нескольких лет экспозиция в день открытия не состоялась. По официальной версии — из-за «нарушения регламента». Неофициально художники были обвинены в «пропаганде порнографии и гомосексуализма». Выставка была открыта позже, без целого ряда картин, а у гончаровского костюма осла в складки был зашит бутафорский половой член.
Со времени вступления Аллы Маниловой в должность резко повышена стоимость посещения музея. Экспозиция музея, прежде цельная, разбита на части. За посещение каждой части необходимо заплатить отдельно, причем стоимость билета за часть экспозиции на сегодняшний день выше, чем в предыдущий период — за посещение всей экспозиции. Большие выставки оплачиваются отдельно, а вот за маленькие выставки (в музеях-филиалах ГРМ) придется оплатить «комплексный» билет. Так, осмотр выставки в Михаиловском замке в феврале 2024 года стоил 300/150 (льготный) рублей, в апреле уже 700/350 рублей.
Следующим резонансным событием, инициированным Аллой Маниловой на посту директора ГРМ, стала отмена с 5 февраля 2024 года бесплатного посещения музейных экспозиций для льготных категорий граждан. После этого бесплатный вход осуществляется только один день в месяц, причем численность посетителей из льготных категорий (дети, пенсионеры, представители многодетных семей, студенты, сотрудники музеев РФ и члены Союза художников России) ограничена.
Изменение вызвало негативную реакцию в обществе. В частности, около тысячи членов СПб Союза художников подписали обращение к министру культуры России Ольге Любимовой, с просьбой разъяснить текущую культурную политику в отношении людей и институтов искусства.
Замужем. Имеет дочь.

## Санкции
20 июля 2023 года, на фоне вторжения России на Украину, Манилова внесена в санкционный список Канады против «директоров музеев, соучаствующих в повреждении или полном уничтожении культурных ценностей на украинской территории».

## Награды
- Серебряная медаль имени А. М. Горчакова.
- Медаль «В память 300-летия Санкт-Петербурга»
- Лауреат премии Союза журналистов СССР (1984, 1989)
- Обладатель приза «Золотое перо» (1997, как представитель коллектива газеты «Невское время»[13])
- Орден Почёта (15 января 2004) — за многолетнюю плодотворную деятельность в области культуры и искусства[14]
- Орден «За заслуги перед Отечеством» IV степени (16 июля 2007) — за большой вклад в развитие печати и эффективную работу по взаимодействию со средствами массовой информации[15].
- Лауреат премии Правительства Российской Федерации в области образования (25 октября 2010) — за разработку концепции развития образовательных центров науки и технологий для школьников и создание в г. Санкт-Петербурге интерактивной композиции «Музей оптики»[16].
- Орден Гражданских заслуг (28 ноября 2019, Испания) — за развитие связей двух стран[17][18]
- Почётная грамота Президента Российской Федерации (22 сентября 2015) — за заслуги в развитии отечественной культуры и искусства и многолетнюю плодотворную деятельность[19].
- Кавалер ордена «За заслуги перед Итальянской Республикой» (2 июня 2015, Италия)[20]
- Медаль «За вклад в создание Евразийского экономического союза» 3 степени (13 мая 2015, Высший совет Евразийского экономического союза)[21]
- Медаль «За заслуги перед Республикой Карелия» (27 марта 2023) — за высокие достижения и заслуги перед Республикой Карелия и её жителями в государственной и профессиональной деятельности в области культуры и сохранения культурного наследия[22]
- Почётная грамота правительства Российской Федерации (25 мая 2023) — за значительный вклад в подготовку и проведение Года культурного наследия народов России[23]
- Медаль «За укрепление парламентского сотрудничества» (13 октября 2017, Межпарламентская ассамблея СНГ) — за особый вклад в развитие парламентаризма, укрепление демократии, обеспечение прав и свобод граждан в государствах — участниках Содружества Независимых Государств[24]
- Почётный знак «За заслуги в развитии физической культуры, спорта и туризма» (27 ноября 2014, Межпарламентская ассамблея СНГ) — за значительный вклад в развитие физической культуры, спорта и туризма в государствах — участниках Содружества Независимых Государств, реализацию идей сотрудничества в сфере физической культуры, спорта и туризма[25]
- Юбилейная медаль «МПА СНГ. 30 лет» (16 ноября 2023, Межпарламентская ассамблея СНГ) — за заслуги в деле развития и укрепления парламентаризма, за вклад в развитие и совершенствование правовых основ функционирования Содружества Независимых Государств, укрепление международных связей и межпарламентского сотрудничества[26]